# South Yuba City
|  | Dieser Artikel wurde aufgrund von inhaltlichen Mängeln auf der Qualitätssicherungsseite des Projektes USA eingetragen. Hilf mit, die Qualität dieses Artikels auf ein akzeptables Niveau zu bringen, und beteilige dich an der Diskussion! Eine nähere Beschreibung der zu behebenden Mängel fehlt. |

South Yuba City ist ein gemeindefreies Gebiet im Sutter County im US-Bundesstaat Kalifornien, Vereinigte Staaten. Die geographischen Koordinaten sind: 39,12° Nord, 121,64° West.